# John McCain
John Sidney McCain III  (n. 29 august 1936, Coco Solo⁠(d), Provincia Colón, Panama – d. 25 august 2018, Cornville⁠(d), Comitatul Yavapai, Arizona, SUA) a fost un senator american din statul Arizona, care a reprezentat Partidul Republican la alegerile prezidențiale din Statele Unite din noiembrie 2008. John McCain a absolvit Academia Navală din SUA în anul 1958, devenind astfel un pilot de diverse tipuri de avioane. În timpul războiului din Vietnam, în 1967, în urma unei misiuni ce avea drept scop bombardarea orașului Hanoi, a fost împușcat, rănit grav iar apoi prins de trupele vietnameze. McCain a fost prizonier de război până în 1973. În ciuda torturilor la care a fost supus de vietnamezi, McCain a refuzat să colaboreze cu vietnamezii împotriva americanilor. Din cauza rănilor provocate în război, McCain suferă de anumite inabilități fizice.
În 1981 acesta a intrat în politică renunțând astfel la cariera sa de căpitan de navă. A fost ales în Camera Reprezentanților a SUA unde a câștigat două mandate, iar în 1986 a fost ales în Senatul Statelor Unite fiind reales ulterior în anii 1992 1998 și 2004. În anii 1980 a făcut o reformă de finanțare pentru campanie, fapt ce a dus la Actul McCain Feingold în 2002. Pe lângă acestea, mai este cunoscut și pentru restabilirea relațiilor diplomatice cu Vietnamul.

## Formarea educațională

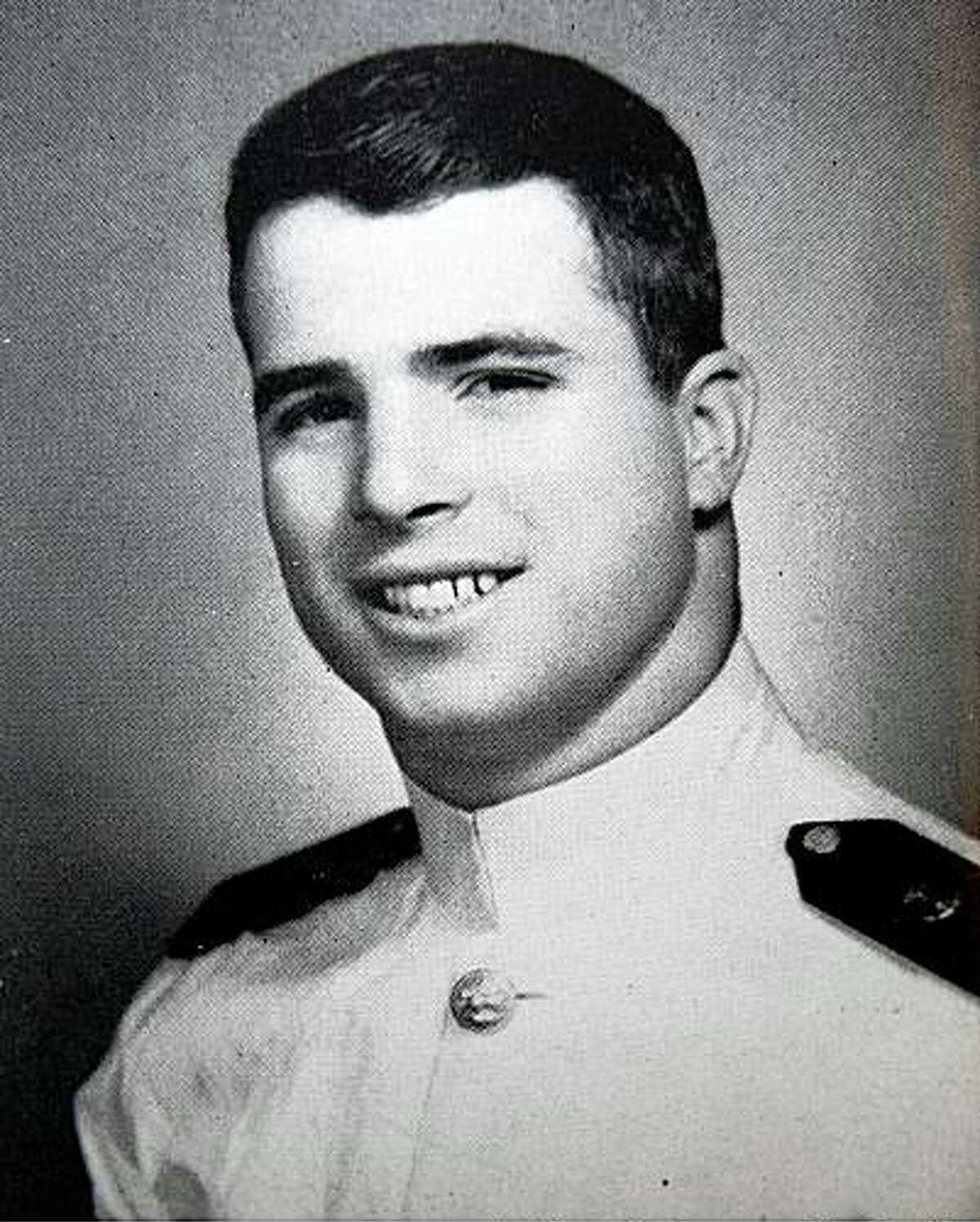
McCain la colegiu în 1954.

John McCain s-a născut în 1936 la Zona Canal, Panama. Este fiul ofițerului de vas John S. McCain Jr. (1911-1981) și Roberta (Wright) McCain (n. 1912).
Familia lui McCain are descendenți scoțiano-irlandezi sau englezi. Bunicul din partea tatălui său alături de tatăl acestuia au fost amirali ai marinei navale SUA. McCain are o soră mai mare pe nume Sandy și un frate pe nume Joe. Când tatăl său avea misiuni de îndeplinit, acesta împreună cu restul familiei mergeau împreună cu el pentru a-l susține.
În 1951, familia s-a domiciliat în Virginia de Nord. McCain a făcut studiile la Liceul Episcopal, un liceu privat ce se afla în Alexandria, absolvindu-l în 1954. Printre pasiunile sale de atunci se număra wrestling-ul.
Urmând tradiția familiei, McCain s-a înscris la Academia Marinei Navale Americane din Annapolis. Datorită studiilor sale excepționale, McCain își ajuta colegii să rezolve problemele legate de studiu, dar el s-a remarcat și ca ocazional bătăuș. De-a lungul timpului el a devenit un pugilist cunoscut. Cu tot IQ-ul său, notele lui au început să scadă datorită anumitor relații neadecvate cu personalul principal al școlii. McCain a absolvit în 1958. În ciuda acestui fapt a obținut un rezultat bun la examenele de absolvire, mai puțin însă la materiile la care întâmpinase probleme.

## Antrenamentul la marina navală, prima căsătorie, și trimiterea în Vietnam
Cariera militară a lui John McCain a început odată cu antrenamentul din Pensacola pentru a deveni aviator al Marinei Navale. În timp ce învăța să piloteze avioane, acesta a început să exceleze în conflictele aeriene, astfel mărindu-și reputația. A terminat școala de avioane în 1960 și a devenit pilot de avioane de atac la sol de tip A-1 Skyrider.
La data de 3 iulie 1965, McCain s-a căsătorit cu Carol Shepp, un model din Philadelphia. Acesta a fost tată vitreg al fiilor acesteia pe care îi cheamă Douglas și Andrew. McCain mai târziu a avut o fiică împreună cu Carol, pe nume Sidney.